# Jowai
Jowai (ook wel Jawai genoemd) is een stad en gemeente in het district West-Jaintia Hills van de Indiase staat Meghalaya. Tussen 1972 en 2012 was het de hoofdplaats van het verenigde district Jaintia Hills, dat sindsdien gesplitst is in twee aparte districten (West-Jaintia Hills en Oost-Jaintia Hills).

## Demografie
Volgens de Indiase volkstelling van 2001 wonen er 25.023 mensen in Jowai, waarvan 49% mannelijk en 51% vrouwelijk is. De plaats heeft een alfabetiseringsgraad van 76%.